# 镇江江天公交606路
镇江江天公交606路是由江苏省镇江江天汽运集团有限责任公司公交分公司运营的一条连接镇江市南门汽车客运站和南京经天路地铁站之间的城际公交线路。同时有独立于主线运营的606路宝经线。

## 历史
2018年11月10日，镇江江天公交606路开始试运行。起讫站为南门汽车客运站-宝华凤坛花园。
2019年11月26日，镇江市交通运输局批复606路延伸至南京经天路地铁站的方案。
2020年1月1日，新辟606路宝经线，起讫站为宝华凤坛花园-南京经天路地铁站。
2020年9月28日，新辟606路桥下经线，起讫站为桥头镇-南京经天路地铁站。
2021年9月3日，为落实《长三角区域一体化发展纲要江苏方案》等文件精神，加快宁镇一体化，促进区域融合发展，满足宁镇两地出行需求，镇江江天公交606路延伸至南京经天路地铁站。同时，为了便于管理，原606路桥下经线进行番号调整，重新命名为公交616路，线路走向和发车间隔不变。

## 收费
- 606路主线采用翻牌式无人售票方式，按照上车站至终点站的里程收费，车辆安装有镇江公交的刷卡机。
- 606路宝经线采用一票制2元售票方式，车辆同时安装有南京公交和镇江公交的刷卡机。
- 本线支持使用镇江公交IC卡、南京和扬州发行的Desfire标准市民卡、异地交通联合卡、银联卡闪付、银联手机闪付、银联云闪付“付款码”、支付宝“乘车码”等方式支付车资。

## 反响
2021年，媒体报道606路宝经线与南京经天路地铁站开往句容凤坛花园的159路设站高度一致。其中，159路设站24个，606路宝经线设站21个，606路21处站名中，仅有1处与159路不一致，在经天路地铁站也没有场站让606路宝经线的驾驶员休息，补充一下水分等。同时存在空放造成的资源浪费等问题。现该问题已解决。